# Бандура Дмитро
Банду́ра Дмитро́ Олексійович (псевдо: «Глинка»; нар. 1923 с. Кінашів, нині Івано-Франківський район Івано-Франківська область — пом. 14 травня 1948, с. Літятин, нині Тернопільський район Тернопільська область) — український військовик, учасник національно-визвольних змагань, референт пропаганди Бережанського надрайонового проводу ОУН. Член ОУНР.

## Нагороди
- Згідно з Наказом Головного військового штабу УПА ч. 1/48 від 12.06.1948 р. керівник Бережанського надрайонного проводу ОУН Дмитро Бандура – «Глинка» нагороджений Бронзовим хрестом заслуги УПА.

## Вшанування пам'яті
- 1.12.2017 р. від імені Координаційної ради з вшанування пам’яті нагороджених Лицарів ОУН і УПА у м. Галич Івано-Франківської обл. Бронзовий хрест заслуги УПА (№ 032) переданий Ользі Бандурі, внучці Дмитра Бандури – «Глинки».